# Abelard Tona i Nadalmai
Abelard Tona i Nadalmai (Barcelona, 1901 - Tijuana, Baixa Califòrnia, Mèxic, 1981) fou un polític i escriptor català, fill del polític federalista Baldomer Tona i Xiberta.
Des de jove milità en el Centre Autonomista de Dependents del Comerç i de la Indústria (CADCI) amb Jaume Compte i Canelles i col·laborà amb la premsa obrera, com a redactor de la revista Lluita. Més tard ingressà a la Societat d'Estudis Militars (SEM) i participà en l'acció contra el tren on viatjava el rei Alfons XIII al túnel de Garraf (complot de Garraf de 1925) amb altres militants de Bandera Negra. L'atemptat fracassà i en fou detingut.
Un cop alliberat s'afilià a Estat Català i marxà al Rosselló, on participà en l'intent d'envair militarment Catalunya des de Prats de Molló (conegut com a Fets de Prats de Molló). Perseguit per això també per les autoritats franceses, se n'anà a Bèlgica, i d'allà a Mèxic, des d'on continuà contribuint en les publicacions d'Estat Català, La Publicitat i L'Opinió.
En proclamar-se la Segona República espanyola el 1931, tornà a Barcelona i s'afilià a la Unió Socialista de Catalunya (USC). Participà en la derrota dels militars revoltats a Barcelona el 19 de juliol de 1936, on fou greument ferit. Un cop recuperat, es va integrar com la majoria de militants d'USC en el Partit Socialista Unificat de Catalunya (PSUC).
Fou bibliotecari de l'Associació de Funcionaris de la Generalitat de Catalunya (1934) durant la presidència de Jaume Miravitlles i Navarra.
La derrota republicana a la Guerra civil espanyola va fer que tornés a exiliar-se a Mèxic. El 1941, disgustat per la satel·lització del PSUC al voltant del Partido Comunista de España (PCE), l'abandonà i formà part del Moviment Social d'Emancipació Catalana, alhora que col·laborava a La Nostra Revista i Quaderns de l'Exili.

## Obres
- L'Angelina vol viure (1923)
- El taciturn (1923)
- Quatre contes a muntanya (1952)
- El factor riquesa en els orígens de Catalunya (1971)
- Minyonia del bon rei Jaume el Conqueridor (1973)
- Guillem Ramon i el Cid (1974)
- Qui va parlar? (1984)
- Memòries d'un nacionalista català (1994)

## Fons personal
El seu fons personal es conserva a l'Arxiu Nacional de Catalunya. Anteriorment, el fons es trobava a Mèxic, lloc on Abelard Tona va residir després de la Guerra Civil. Després del seu traspàs, Casimir Martí, aleshores director de l'ANC, va endegar les gestions necessàries per al retorn dels seus papers a Catalunya a través d'un amic d'Abelard Tona, Francesc Requena, el qual va enviar aquests documents a Barcelona, al carrer Villarroel, 91 en successives trameses des de Playas de Tijuana, Mèxic. El fons conté la documentació generada i rebuda per Abelard Tona; destaca l'apartat d'obra original (quaderns mecanografiats i notes manuscrites), la documentació produïda en funció de la seva activitat política a l'exili, relacionada amb el Consell Nacional Català (informes, actes, correspondència) i de la seva activitat associativa relacionada amb el Centre Català de Guadalajara, l'Institut Català de Cultura de Mèxic i els Jocs Florals de la Llengua Catalana (invitacions, programes, correspondència). També cal destacar un apartat on s'inclou publicacions, manifestos, programes editats a Amèrica; i finalment, correspondència.